# Bluebird Records
Bluebird Records ist ein US-amerikanisches Plattenlabel, ein Tochterunternehmen (Sublabel) von RCA Victor. Bluebird wurde 1932 gegründet, um der American Record Corporation (ARC) im Billigsegment (3 records for a dollar) Konkurrenz zu machen. Die ersten Platten erschienen im Juli 1932. Bluebird war vor allem während der 1930er- und Anfang der 1940er-Jahre im Jazz-, Old-Time-/Country- und Blues-Bereich aktiv. Zudem wurden Aufnahmen von RCA neu aufgelegt.
Später wurden unter dem Namen Bluebird Jazz-Aufnahmen und Wiederveröffentlichungen vermarktet, in den 1950er-Jahren auch Schallplatten für Kinder. Schließlich wurde Bluebird von RCA Victor als Jazz-Label wiederbelebt.

## Musiker
- Charlie Barnet and his Orchestra
- The Blue Sky Boys
- Cliff Carlisle
- Delmore Brothers
- „Big Boy“ Teddy Edwards
- Shep Fields and his Rippling Rhythm Orchestra[1]
- Glenn Miller and his Orchestra
- The Monroe Brothers
- Montana Slim
- Riley Puckett
- Artie Shaw and his Orchestra
- Tampa Red
- Gid Tanner's Skillet Lickers
- Washboard Sam
- Fats Waller and his Rhythm
- Sonny Boy Williamson I.
- Golden Gate Quartet